# Morenatsu

## Giới thiệu
Morenatsu-漏れなつ。(Summer Break-Kì nghỉ hè) là 1 Adult game của Nhật Bản(Visual Novel,Kirikiri). Nhân vật sáng tác bởi Gamma-G. 
Game này theo thể loại Game đồng tính. Bộ game này xoay quanh 1 ngôi lành tên là Watefront và người chơi đóng vai con người để hoàn thành bộ game này (Game có dưới ảnh +18,+21). 
Người chơi (trong game) tên là Hiroyuki Nishimura

## Cốt truyện
Trong kỳ nghỉ hè ở một thành phố, Nhân vật chính - người chơi Hiroyuki Nishimura nhận được một lá thư từ một người bạn trong làng mà anh ấy đã trải qua thời thơ ấu của mình nhưng từ đó đã chuyển đi 5 năm trước. Ông bà của anh hiện đang sống ở đó, vì vậy anh quyết định trở về.
Tại trạm xe buýt trong làng, anh nhìn thấy một con hổ biến hình tên là Torahiko, một trong những người bạn thời thơ ấu của anh. Torahiko nói với Hiroyuki rằng sau này sẽ có một bữa tiệc chào mừng anh trở lại tại một nhà hàng. Ở đó, người chơi được chào đón bởi tất cả những người bạn thời thơ ấu được nhân cách hóa và một chú sư tử Sotaro mới chuyển đến làng ba năm trước. Sau đó anh ta phải chọn người mà Hiroyuki sẽ ngồi cùng.
Phần còn lại của cốt truyện phụ thuộc hoàn toàn vào việc Hiroyuki đã ngồi cùng ai, ai sẽ trở thành người yêu của anh ấy dựa trên các hành động của người chơi trong suốt trò chơi. Một số phần của cốt truyện được chia sẻ giữa các cốt truyện, chẳng hạn như các chuyến đi Bãi biển và Cắm trại, nhưng mặt khác mỗi cốt truyện lại đưa ra một câu chuyện rất khác nhau. Ngoài ra, mỗi câu chuyện thường có một kết thúc tốt và xấu, tuy nhiên trong một số câu chuyện, kết thúc hài hước cũng có sẵn.

## Nhân vật=
Hiroyuki Nishimura - Người chơi
Torahiku Oshima (大 島 虎 彦) - Tiger +
Shin Kuroi (黒 井深) - Black Cat
Tatsuki Midoriya (翠 屋 辰 樹) - Hybrid
Kouya Aotsuki (蒼 月 洸 哉) - Husky
Juichi Mikazuki (三 日月 柔 一) - Bear
Shun Kodori (古 酉 峻) - Wolf man
Konosuke Kuri (九 狸 孝 之 助) - Japan Pandar (Tanuki)
Kyoji Takahara (高原 京 慈) - Dog (Labrador Retriever) +
Sotaro Tono (橙 野 宗 太郎) - Lion +

## Lịch sử phát triển

### Giai đoạn đầu tiên (2003 - 2005)
Vào tháng 1 năm 2003 trong Kemono-thread dành cho người đồng tính (Tiêu đề: "獣 人 、 獣 キ ャ ラ が 好 き な ゲ イ 集 ま れ!") Trong bảng dành cho người đồng tính trưởng thành (大人 の 同 性愛 板[2]) của 2ch, BBS vô danh lớn nhất Nhật Bản, một người dùng 640, là một nhạc sĩ nghiệp dư đã đăng kế hoạch về visual novel, yêu cầu loại trò chơi đó.  Nó đã được những người dùng khác đón nhận nồng nhiệt và trong nửa đầu cùng năm, 640 đã khởi động toàn bộ dự án Morenatsu. Đến ngày 15 tháng 6, tất cả thiết kế của các nhân vật đã được tuyển chọn trên BBS paint tại trang web. Thành viên đầu tiên là 640, giám đốc, mới, biên kịch, Kukiwakame (茎 わ か め), lập trình viên và gamma-g(γ), nhà thiết kế và vẽ minh họa. Mục tiêu đầu tiên của họ là phát hành vào mùa hè năm 2004, tuy nhiên, có vẻ như dự án đã gặp khó khăn vào cuối năm 2004 có thể do thiếu sự quản lý của 640.
Vào tháng 5 năm 2005, sau những rắc rối giữa các nhân viên, đội đã được tổ chức lại. Tuy nhiên, nhóm đã được tổ chức lại một lần nữa do sự cố và cuộc thảo luận, bắt đầu với bài đăng của năm 640 trên Paint BBS.  vào tháng 11 năm 2005.

### Giai đoạn thứ hai (2005 - 2007)
Vào tháng 12 năm 2005, gamma-g, người chính và có ảnh hưởng nhất trong nhóm cũ trở thành giám đốc. Và vào tháng 8 năm 2006, nhật ký web của nhân viên mới được mở lại. Tuy nhiên, kết quả là anh ta không thể phát triển kế hoạch.

### Giai đoạn thứ ba (2007 - 2015)
Vào tháng 5 năm 2007, dự án được tiếp tục với Penpen (ペ ン ペ ン), một trong những thành viên của đội cũ, đang viết kịch bản về Torahiko, đồng thời gamma-g đã rời khỏi dự án. Khi họ phát hành phiên bản nguyên mẫu vào tháng 11 năm 2007, họ thông báo sẽ phát hành phiên bản hoàn chỉnh vào cuối tháng 3 năm 2008, tuy nhiên nó đã bị hoãn lại vào ngày 26 tháng 3 năm 2008. Sau đó, nó được xác định là được phát hành vào cuối năm 2008, tuy nhiên nó lại bị hoãn lại do chất lượng kém, về độ chi tiết, việc viết kịch bản và vẽ một số đồ họa bị trì hoãn.
Thật vậy, nửa đầu những năm 2010 trò chơi này đã bị phá hủy và phát hành bất kể dự án được bắt đầu sớm như thế nào. Tháng 8 năm 2010 sau hơn hai năm, họ phát hành route của Tatsuki và Konosuke. Vào tháng 9 năm 2011, tuyến đường của Shun và Kouya được phát hành Vào tháng 12 năm 2012, tuyến đường của Juichi và Shin được phát hành, nhưng đây thực sự là bản phát hành cuối cùng.
Sự gián đoạn
Từ năm 2013, dự án đã thực sự bị dừng lại. Và cuối cùng vào ngày 20 tháng 7 năm 2015, sự phát triển của trò chơi đột ngột ngừng lại và các tuyến của Torahiko, Kyoji và Sotaro vẫn chưa được phát triển.

### Homecoming ~ Morenatsu Revisited ~ (2017 -)
Vào tháng 11 năm 2017, một người dùng Tumblr tên là DzahnDragon đã quyết định tạo lại Morenatsu, đồng thời thực hiện nhiều thay đổi đối với câu chuyện nhằm giải quyết bất kỳ mâu thuẫn nào về cốt truyện của trò chơi gốc. Lần lặp lại này, có tựa đề Morenatsu ~ Revisited ~ tìm cách mang lại sự hoàn thiện cho các tuyến chưa phát triển, và làm nổi bật câu chuyện hiện có. Morenatsu ~ Revisited ~ đã phát hành bản demo đầu tiên của mình với hầu hết các nhận xét tích cực. Khi sự phát triển tiếp tục, ba thành viên khác đã được thêm vào, và do đó, Stormsinger Studios được tạo ra. Thời gian trôi qua, rõ ràng là cần phải có những nội dung mới và do đó, một nghệ sĩ đã được đưa vào. Tuy nhiên, khi trò chơi ngày càng được thêm nhiều vào, rõ ràng là các tài sản khác nhau xung đột quá nhiều so với bản gốc, và người ta quyết định bắt đầu dự án mới, chỉ sử dụng các tài sản ban đầu. Sự lặp lại này sẽ có tiêu đề Homecoming ~ Morenatsu Revisited ~ , và nó sẽ là sự ra đời của Morenatsu hoàn toàn mới.
Homecoming thường là chủ đề gây tranh cãi trong bối cảnh Việt Nam còn nhiều tranh cãi, vì nhiều giấy phép nghệ thuật đã được thực hiện. Ví dụ, Hiroyuki đã bị thay đổi giống loài của mình, và bây giờ là một con cáo Bắc Cực. Tất cả các tham chiếu về con người cũng đã bị xóa và các nhân vật đã được điều chỉnh tuổi của họ, sau này rất có thể là do lý do pháp lý. Homecoming cũng được mở rộng dựa trên các sự kiện diễn ra trong câu chuyện. Trong khi ở Morenatsu gốc, Hiroyuki sẽ chỉ có một lần tương tác mỗi ngày, thì trong Homecoming, có nhiều lần tương tác mỗi ngày. Điều này dẫn đến tăng thời gian chơi và khi các con đường giao nhau, trải nghiệm đa dạng hơn nhiều.
Homecoming ~ Morenatsu Revisited ~ đã đổi chủ. Trong khi DzahnDragon đã chuyển trọng tâm chính của mình sang dự án ban đầu của riêng mình, anh ấy đã giao quyền kiểm soát Homecoming cho Frostclaw, người đã là nhà phát triển chính kể từ đó. Bản dựng demo hiện tại có thể được tìm thấy trên trang dự án của nhóm.